# Јасење (Брезно)
Јасење (слч. Jasenie) насељено је мјесто са административним статусом сеоске општине (слч. obec) у округу Брезно, у Банскобистричком крају, Словачка Република.

## Становништво
| Година:    | 1994. | 2004.   | 2014.   | 2024.   |
| ---------- | ----- | ------- | ------- | ------- |
| Број људи: | 1188  | 1104    | 1197    | 1154    |
| Разлика:   |       | -7,07 % | +8,42 % | -3,59 % |

| Година:    | 2023. | 2024.   |
| ---------- | ----- | ------- |
| Број људи: | 1140  | 1154    |
| Разлика:   |       | +1,22 % |

Према подацима о броју становника из 2011. године насеље је имало 1.187 становника.